# Francisco Soares de Freitas
Francisco da Silva e Melo Soares de Freitas ComNSC (Aveiro, 15 de Março de 1811 - Lisboa, 30 de Junho de 1877), 1.º Visconde do Barreiro, foi um empresário ferroviário e político português.

## Família
Filho de Joaquim José de Melo, Proprietário em Angeja, e de sua mulher Luísa Angélica de Freitas Soares.

## Biografia
Fidalgo Cavaleiro da Casa Real por Alvará de 11 de Junho de 1863, fez o curso secundário preparatório para a Universidade, mas quando, em 1827, pretendia matricular-se em Coimbra, teve de homiziar-se no Brasil por questões políticas, estabelecendo-se em Campos dos Goytacazes como Advogado de Provisão, distinguindo-se pela sua inteligência e amealhando fortuna. Voltou a Portugal, onde fundou a Companhia Nacional de Caminhos de Ferro ao Sul do Tejo, que construiu o caminho de ferro do Barreiro a Vendas Novas com um ramal para Setúbal, que foi vendido em 1861 ao Estado. Foi Deputado na Legislatura de 1865-1868, Comendador da Real Ordem Militar de Nossa Senhora da Conceição de Vila Viçosa e Conselheiro de Sua Majestade Fidelíssima.
Foi agraciado com o título de 1.º Visconde do Barreiro por Decreto de 3 de Junho e Carta de 5 de Agosto de 1870 de D. Luís I de Portugal. Por Alvará de 9 de Março de 1864 foi-lhe concedido o seguinte Brasão de Armas: esquartelado, no 1.º da Silva, no 2.º de Melo, no 3.º Soares de Albergaria e no 4.º de Freitas; timbre: da Silva; por diferença: uma brica de azul com uma estrela de cinco pontas de ouro; depois com Coroa de Visconde.

## Casamento e descendência
Casou em 1832 com Ana Joaquina Pereira de Melo (Campos dos Goytacazes - ?), filha de José Cardoso Pereira Lobo e de sua mulher Maria Escolástica Joaquina Rosa, com geração, incluindo José da Silva e Melo Soares de Freitas, 2.º Visconde do Barreiro.